# Eric N. Olson

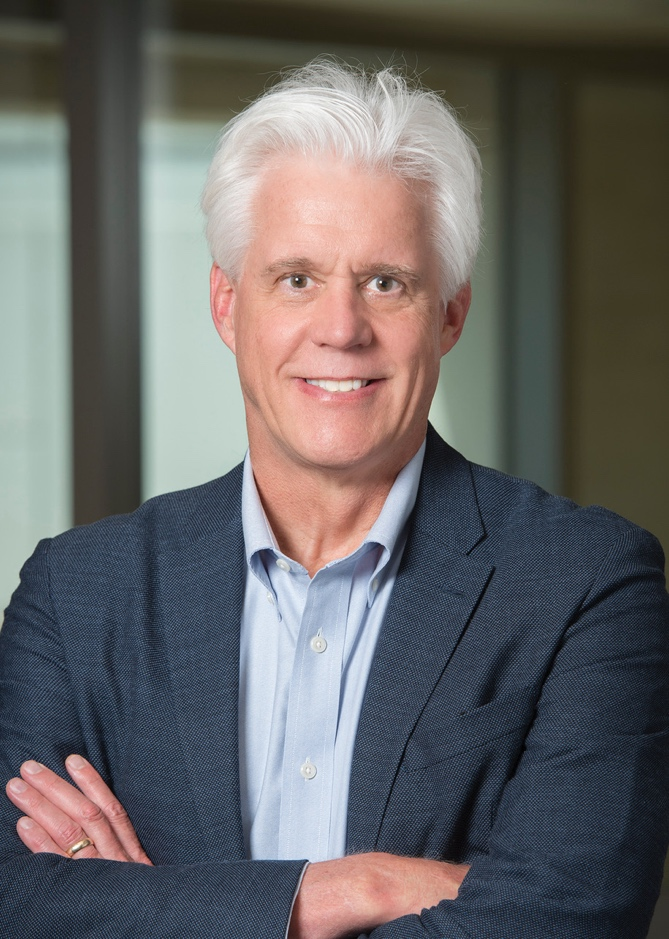
Eric N. Olson (2002)

Eric Newell Olson (* 27. September 1955) ist ein US-amerikanischer Biochemiker und Molekularbiologe am University of Texas Southwestern Medical Center at Dallas.

## Leben
Olson wuchs in North Carolina auf. Er erwarb 1977 einen Bachelor in Chemie und Biologie an der Wake Forest University in Winston-Salem, North Carolina und 1981 einen PhD in Biochemie an der Bowman Gray School of Medicine der Wake Forest University. Seine Dissertation trug den Titel Biochemical alterations in skeletal muscle membranes during the development of diabetes. Als Postdoktorand arbeitete er bei Luis Glaser an der Washington University School of Medicine. Anschließend erhielt Olson eine Professur für Biochemie und Molekularbiologie (1984 Assistant Professor, 1989 Associate Professor, 1991 ordentliche Professur) am University of Texas MD Anderson Cancer Center in Houston. Seit 1995 hält er Professuren am University of Texas Southwestern Medical Center at Dallas, zunächst für Molekularbiologie, seit 1999 zusätzlich für kardiovaskuläre Medizin, seit 2005 zusätzlich für Stammzellbiologie, seit 2006 zusätzlich für angeborene Herzfehler.

## Wirken
Olson konnte an der Schnittstelle zwischen Grundlagenforschung und klinischer Medizin wichtige Beiträge zum Verständnis von Entwicklung (Ontogenese) und von Funktionsstörungen des Herz-Kreislauf-Systems leisten.
Olson konnte mit biochemischen, genetischen und molekularbiologischen Methoden zur Aufklärung beitragen, wie in mehrzelligen Organismen Determinierung und Differenzierung von Geweben organisiert wird. Hierzu lieferte er eine sehr schlüssige Beschreibung, wie bei Taufliegen und Labormäusen Transkriptionsfaktoren die Organogenese von Skelettmuskel und Herzmuskel kontrollieren. Zu den von ihm entdeckten Transkriptionsfaktoren gehören MEF-2 (Differenzierung aller Muskelzellen), Myocardin (Gefäßmuskulatur) und Hand1 und Hand2 (Bildung der Herzkammern). Olson konnte zeigen, dass veränderte Calcium-Signale – vermittelt durch Calcineurin und Histon-Deacetylasen – zur Hypertrophie des Herzens und letztlich zur Herzinsuffizienz führen. Olson entdeckte eine Gruppe von belastungsinduzierten microRNAs, die Myozyten-Wachstum, Fibrose und Angiogenese im geschädigten Herzen regulieren. Er entdeckte, dass innerhalb der Introns des Gens für die schwere Kette des Myosins microRNAs liegen, die die Kontraktilität des Herzens steuern.

## Auszeichnungen (Auswahl)
- 1998 Mitglied in der American Academy of Arts and Sciences[1]
- 1999 Pasarow Award
- 2000 Mitglied in der National Academy of Sciences
- 2001 Mitglied im Institute of Medicine der National Academy of Sciences (heute National Academy of Medicine)
- 2012 Passano Award[2]
- 2013 March of Dimes Prize in Developmental Biology[3]
- 2019 Edwin G. Conklin Medal